# Station Chmielniki Bydgoskie
Station Chmielniki Bydgoskie is een spoorwegstation in de Poolse plaats Chmielniki.